# Wilden Haan
De Wilden Haan is een gehucht in Melsele, een deelgemeente van Beveren-Kruibeke-Zwijndrecht in Oost-Vlaanderen. De buurt is gelegen rondom het kruispunt met de Heirbaan en de Kruibekesteenweg. Om de buurt veiliger te maken tegen hardrijders zijn er in 2015 slimme verkeerslichten rond het kruispunt gezet die automatisch op rood springen als je te hard rijdt op een afstand. De Kruibekesteenweg gaat noordwaarts richting Beveren en zuidwaarts richting Kruibeke door middel van een viaduct over de E17. De Heirbaan loopt westwaarts richting Haasdonk en oostwaarts richting Es en Zwijndrecht.
Deelgemeenten: Bazel · Beveren · Burcht · Doel · Haasdonk · Kallo · Kieldrecht · Kruibeke · Melsele · Rupelmonde · Verrebroek · Vrasene · Zwijndrecht

Overige dorpen en gehuchten: Beestenhoek · Bloempot · De Bank · Doorn · Es · Gaverland ·  Geslecht · Groot Laar · Halve Maan · Hoogeinde · Hoogstraat · Kalishoek (Doel) · Kalishoek (Melsele) · Kemphoek · Klein Laar · Melseledijk· Mosselbank (Haasdonk) · Mosselbank (Vrasene) · Nieuwe Parochie · Ouden Doel · Oudendijk · Ponjaard · Prosperpolder · Puiput · Rapenberg · Rapenburg · Saftingen · Sint-Antoniushoek · Smoutpot · Stenen Kruis · Tijskenshoek · Vendoorn · Verrebroekse Blikken · Vijfstraten · Vliegenstal · Voshoek · Westakkers · Wilden Haan · Zillebeek · Zwaantje

Belgische gemeenten · Arrondissement Sint-Niklaas · Oost-Vlaanderen · Vlaanderen